# Public Relations Verband Austria
Der Public Relations Verband Austria (PRVA) ist der österreichische Berufsverband der Kommunikationsmanager mit Sitz in Wien. Der Verband ging 1980 aus dem 1975 gegründeten Public Relations Club Austria (PRCA) hervor. Der PRVA versteht sich als „die freiwillige Standesvertretung der professionellen, selbständig und unselbständig erwerbstätigen PR-Fachleute“.

## Organisation
Der Vorstand besteht aus derzeit (2024) acht ehrenamtlich tätigen Mitgliedern. Präsidentin des PRVA ist Ingrid Gogl. Für die zweijährige Vorstandsperiode erstellt der Vorstand ein Arbeitsprogramm. Kritik übt der PRVA an dem verabschiedeten Lobbying- und Interessensvertretungs-Transparenz-Gesetz, das Anfang 2013 in Kraft getreten ist, da es Ungleichbehandlung von Agenturen gegenüber Verbänden gebe.

## Tätigkeiten

### Veranstaltungen
Es gibt jedes Jahr einen Kommunikationstag und eine PR-Gala. Zentrale Anliegen des PRVA sind systematischer Erfahrungsaustausch, Nachwuchsförderung und Qualitätssicherung.

### Preise
Der Verband richtet jährlich den Staatspreis für Public Relations aus, der vom Bundesministerium für Arbeit und Wirtschaft (BMAW) verliehen wird. Außerdem verleiht er jährlich den Österreichischen Wissenschaftspreis für Public Relations für Masterthesen, Diplom-/ Magister-/ Masterarbeiten sowie alle drei Jahre für Dissertationen. Darüber hinaus vergab er bis 2021 den „BEST PRactice Award“, mit dem besonders innovative PR-Leistungen ausgezeichnet und einer größeren Öffentlichkeit vorgestellt wurden und "Die Silberne Feder", der Preis für Mitarbeiter-Medien.
Weiters vergibt der Verband seit 1995 die Auszeichnung „Kommunikator des Jahres“. Mit diesem Titel soll eine Persönlichkeit geehrt werden, die durch ihre herausragende kommunikative Leistung auf gesellschaftspolitisch relevante Themen aufmerksam macht und vorwiegend in Österreich agiert. Kommunikatorin des Jahres 2018 wurde Sigrid Maurer. 2021 wurde Melisa Erkurt zur KommunikatorIn des Jahres 2020 gewählt, Elisabeth Puchhammer-Stöckl wurde mit dem Sonderpreis für COVID-Kommunikation ausgezeichnet. 2022 wurde die Virologin Monika  Redlberger-Fritz ausgezeichnet.

### Der Wissenschaftliche Senat des PRVA
Zur Förderung von Wissenschaft, Forschung und Bildung im PR-Bereich wurde 1986 der Wissenschaftliche Senat des PRVA gegründet, der als Organ innerhalb des PRVA agiert. Getragen wird der Wissenschaftliche Senat von Personen des öffentlichen Lebens, aus Wirtschaft, Wissenschaft und Medien. Diese sogenannten Senatoren leisten auch die Förderungsbeiträge.
Aktuell beschäftigt sich der Wissenschaftliche Senat mit der „Mobilen PR-Professur“.
Über die "Mobile PR-Professur" bietet der Wissenschaftliche Senat des PRVA Universitäten und FHs für unterschiedlichste Studienrichtungen (außerhalb von Kommunikationsstudien- und -lehrgängen; wie Wirtschaft, Jus, Technik, Medizin etc.) eine kostenfreie und vom Senat organisierte Block-Lehrveranstaltung über Basics der strategischen PR- und Kommunikationsarbeit an.

### PR-Neueinsteiger
Etwa 100 junge Leute sind Newcomers Mitglieder. Die Newcomers wurden im Oktober 2011 gegründet und sind Anlaufstelle für PR-Treibende unter 30 Jahren, unterstützen bei der Jobsuche und bieten Vorträge und Diskussionsrunden an.

## Entwicklung der Agentur- und Verbandsszene
1968 wurde die Arbeitsgemeinschaft für Pressereferenten ins Leben gerufen mit dem Ziel, Termine von Pressekonferenzen zu koordinieren. Die ArGe für Pressereferenten versuchte, erstmals ein Berufsbild der Pressereferenten zu erstellen. 1969 wurde die Österreichische PR-Gesellschaft gegründet. Doch dieser Versuch, eine Standesvertretung zu gründen, missglückte. Erst der 1975 von Wolf-Dieter Hugelmann und anderen gegründete PR Club Austria (PRCA) konnte sich durchsetzen. Er wurde 1980 in Public Relations Verband Austria (PRVA) umbenannt.
Nicht alle österreichischen PR-Leute sind Mitglied im PRVA, denn dieser verfolgt in seiner Mitgliederpolitik ein klares Ausleseprinzip, nicht zuletzt auch, um Public Relations so eindeutig wie möglich von anderen Berufen mit unterschiedlichen Zielsetzungen abzugrenzen.